# Dendrobeania elongata
Dendrobeania elongata is een mosdiertjessoort uit de familie van de Bugulidae. De wetenschappelijke naam van de soort is voor het eerst geldig gepubliceerd in 1903 door Nordgaard.